# Perry (Misuri)
Perry es una ciudad ubicada en el condado de Ralls en el estado estadounidense de Misuri. En el Censo de 2010 tenía una población de 693 habitantes y una densidad poblacional de 204,88 personas por km².

## Geografía
Perry se encuentra ubicada en las coordenadas 39°26′1″N 91°39′43″O / 39.43361, -91.66194. Según la Oficina del Censo de los Estados Unidos, Perry tiene una superficie total de 3.38 km², de la cual 3.27 km² corresponden a tierra firme y (3.37%) 0.11 km² es agua.

## Demografía
Según el censo de 2010, había 693 personas residiendo en Perry. La densidad de población era de 204,88 hab./km². De los 693 habitantes, Perry estaba compuesto por el 97.69% blancos, el 0% eran afroamericanos, el 0.14% eran amerindios, el 0% eran asiáticos, el 0% eran isleños del Pacífico, el 1.01% eran de otras razas y el 1.15% pertenecían a dos o más razas. Del total de la población el 3.46% eran hispanos o latinos de cualquier raza.